# 寺尾のどすこい大相撲
『寺尾のどすこい大相撲』（てらお-おおずもう）は、1989年11月24日にジャレコから発売された相撲を題材としたスポーツゲームである。

## ゲーム内容
人気力士寺尾を主役に据えたスポーツゲーム。実在力士の名前が入った相撲ゲームはこれが初。モードとして、寺尾、もしくはオリジナルの力士を作り横綱を目指すモード「昇進編」、寺尾が盗まれた優勝賜杯を取り戻すために日本全国をまわるRPGモード「日本一周編」、プレイヤー同士が対戦を行う「対戦編」の3つがある。取り組み中には体力メーターが表示されており、体力は技が決まった時に上がり、技をかけそこなった時に下がる。そして体力が多いと技がかかりやすくなる。技は十字キーとBボタンを組み合わせて出す。「昇進編」と「日本一周編」では経験値を稼ぎそのポイントを消費して技を買い、4つまで技を登録する事が可能となっている(技を登録から外すと経験値は帰ってくる)。「昇進編」と「日本一周編」は、ゲーム中に出てくる「おぼえがき」（パスワード）をゲームスタート時に入力する事で、前回の状態を引き継いでゲームを始める事ができる。

### 昇進編
寺尾かオリジナルの力士どちらかを選び、前頭13枚目からスタートし横綱を目指していくモード。オリジナルの力士はあらかじめ用意された漢字を使って、好きな四股名を付ける事ができる。なお、寺尾は最初から上手投げと掬投げの技を持っているが、オリジナルの力士は掬投げしか持っていない。取り組みは場所ごとに15回行う。取り組み相手に勝つと、自分と相手の位に応じて経験値が入る（例えば、前頭13枚目の時に前頭8枚目の相手に勝つと、5の経験値を得る事ができる）。なお、格下や同格の相手に勝っても、経験値は得られない。一場所終了後の成績に応じて、プレイヤーを昇進していく。昇進は上の番付に行くほど多く勝つ必要が出てくる（例えば、前頭13枚目では一場所で8勝以上すれば昇進するが、前頭7枚目では9勝以上、大関から横綱になるには13勝以上する必要がある）。また、前頭1枚目までの昇進は一場所で12勝以上すれば2ランク、15勝すれば3ランク上がる（小結からは1ランクずつの昇進となる）。なお、成績が悪くても番付が下がるという事はない。横綱在位中に二場所連続で14勝以上するとエンディングとなる。

### 日本一周編
寺尾を操作し、盗まれた優勝賜杯を取り戻すため、日本中を旅するRPGモード。九州からゲームがスタートし、日本各地にある「悪の土俵」を制覇する事を目的としている。マップ上を歩いていると、各地の力士とエンカウントし、「たたかう」か「にげる」を選ぶ。なお、「にげる」を選んでも逃走に失敗する事がある。エンカウントした力士や土俵の力士との取り組みに勝つと経験値が1手に入るが、負けるとスタート地点である九州に戻される。土俵を5つ全部制覇すると黒幕が登場、これとの取り組みに勝つとゲームクリア、獲得した経験値や技、体力を引き継いで寺尾として「昇進編」へとそのまま移行する。
日本一周編での施設
「日本一周編」に登場する施設を記述する。
- 土俵 - 入ると力士との取り組みになる。全部で5つあり、これを制覇する事が「日本一周編」の目的となっている。力士との取り組みに勝つと「温泉」になる。
- 山 - 入ると6つのカードの内一つをめくり、それによりアイテムが手に入ったり経験値が入ったりする。「わらじ」がないと入る事はできない。
- 港 - 船に乗る事ができる。船は港にしか着岸できない。「きっぷ」がないと船に乗る事はできない。
- 温泉 - 経験値を消費して技を買ったり、「おぼえがき」（パスワード）を得る事ができる。「まきもの」がないと入る事はできない。

日本一周編でのアイテム
「日本一周編」に登場するアイテムを記述する。力士との取り組みに勝った際に落としたり、「山」で手に入る事がある。
- きっぷ - 「港」で船に乗るのに必要。
- わらじ - 「山」に入るのに必要。
- まきもの  -「温泉」に入るのに必要。
- わりふ - 海上で海賊に捕まった際に使う。正しい「わりふ」を使うと海賊は去るが、間違った「わりふ」を使うと船は沈められ、スタート地点である九州に戻される。全部で3種類ある。
- 横綱まんじゅう - 経験値が1手に入る。
- おにぎり - 体力が1上がる。
- はずれドクロ - 「山」で出現。いわゆるハズレで、何も起こらない。
- ばくだん - 「山」で出現。引いてしまうとスタート地点である九州に戻される。

### 対戦編
他のプレイヤーと対戦するモード。まず8つの相撲部屋の中から1P、2Pそれぞれが部屋を選び、その部屋に所属する4人の力士を戦わせる。力士の登場順番は好きに選ぶ事が可能。試合は勝ち抜き戦で、先に4人勝ち抜いた方が勝利となる。

## 評価
ゲーム誌『ファミコン通信』の「クロスレビュー」では合計24点（満40点）、『ファミリーコンピュータMagazine』の読者投票による「ゲーム通信簿」での評価は以下の通りとなっており、20.14点（満30点）となっている。同誌1991年5月10日号特別付録の「ファミコンロムカセット オールカタログ」では、「自分の持ち技を好きな操作法で指定できるのも大きな特徴だ」、「3つのプレイモード各々充実しており、結構お買い得なゲームだ」と紹介されている。
| 項目 | キャラクタ | 音楽 | 操作性 | 熱中度 | お買得度 | オリジナリティ | 総合  |
| 得点 | 3.68       | 3.09 | 3.36   | 3.47   | 3.17     | 3.37           | 20.14 |